# Manuel Guinard
Manuel Guinard (Saint-Malo, 15 de noviembre de 1995) es un tenista profesional francés.
La mejor posición histórica de Manuel Guinard es, en categoría individual, el 134 del mundo, alcanzado el 31 de octubre de 2022. Su mejor ranking histórico en dobles es la posición número 36 del mundo, alcanzada el 14 de abril de 2025.
En la actualidad, sus mayores logros son cinco triunfos de Challenger en dobles y un trofeo de Challenger en individuales. Recientemente llevó a cabo su debut en individuales en el circuito World Tour. 

## Carrera profesional
En el año 2019 tuvo su debut en un Grand Slam en dobles a través de una tarjeta de invitación. 
Al año siguiente se emparejó de nuevo junto con Arthur Rinderknech y esta vez consiguieron la primera victoria de Manuel en un Grand Slam juntos. En el 2020 Manuel Guinard consiguió su primer título Challenger, en la categoría dobles, juntó con Arthur Rinderknech (Challenger de Drummondville).
En el año 2021 se convirtió en un jugador reconocido en el circuito Challenger. En la primera semana de marzo, Manuel Guinard y Enzo Couacaud se consagraron campeones en dobles del Challenger de Gran Canaria II 2021. 
Un mes después comenzaba a figurar más en individuales, alcanzando los cuartos de final en el Challenger de Oeiras II 2021. 
En el Challenger 125 de Aix En Provence alcanzaría el mejor resultado de su 2021, fue subcampeón tras caer en la final ante el español Carlos Taberner. Así escalaría, en tan solo una semana, 46 posiciones en el Ranking ATP. 
Un mes después haría dupla con el suizo Luca Castelnuovo para consagrarse campeones de dobles del Challenger de Amersfoort. 
Ese mismo año alcanzó las semifinales en el Challenger 100 de Roanne en individuales. 
En la primera semana de 2022 el francés y Zdeněk Kolář se titularon en dobles en el Challenger de Traralgon. 
En marzo fue campeón tanto en individuales como en dobles (con Franco Agamenone como pareja) en el Challenger de Roseto Degli Abruzzi II, lo que representó su cuarto triunfo en dobles en un challenger y, finalmente, su primer trofeo de individuales del circuito Challenger. 
Debutó en el World Tour al clasificar como perdedor afortunado al ATP 500 de Barcelona donde cayó en primera ronda ante el boliviano Hugo Dellien. 
Ingresó al cuadro principal del ATP 250 de Lyon vía la fase de clasificación y luego vencería a su compatriota Hugo Gaston y al estadounidense Michael Mmoh para posteriormente caer en cuartos de final contra el danés Holger Rune. 
Recibió una tarjeta de invitación para debutar esta semana en un Grand Slam (Roland Garros) donde se enfrentará al preclasificado número 10, recién campeón del ATP 250 de Lyon, el británico Cameron Norrie. 

## Títulos ATP (2; 0+2)

### Dobles (2)
| Leyenda                         |
| ------------------------------- |
| Grand Slam (0)                  |
| ATP World Tour Finals (0)       |
| ATP World Tour Masters 1000 (1) |
| ATP World Tour 500 (0)          |
| ATP World Tour 250 (1)          |

| N.º | Fecha               | Torneo     | Superficie    | Pareja         | Oponentes en la final       | Resultado           |
| --- | ------------------- | ---------- | ------------- | -------------- | --------------------------- | ------------------- |
| 1.  | 13 de abril de 2025 | Montecarlo | Tierra batida | Romain Arneodo | Julian Cash Lloyd Glasspool | 1-6, 7-6(8), [10-8] |
| 2.  | 25 de julio de 2025 | Umag       | Tierra batida | Romain Arneodo | Patrik Trhac Marcus Willis  | 7-5, 7-6(2)         |

#### Finalista (2)
| N.º | Fecha               | Torneo | Superficie    | Pareja        | Oponentes en la final                     | Resultado |
| --- | ------------------- | ------ | ------------- | ------------- | ----------------------------------------- | --------- |
| 1.  | 21 de julio de 2024 | Bastad | Tierra batida | Grégoire Jacq | Orlando Luz Rafael Matos                  | 5-7, 4-6  |
| 2.  | 26 de julio de 2024 | Umag   | Tierra batida | Grégoire Jacq | Guido Andreozzi Miguel Ángel Reyes Varela | 4-6, 2-6  |

## Finales de Challengers y Futures/World Tennis Tour

### Individual: 15 (11 títulos, 4 finales)
| Leyenda (individual)      |
| ------------------------- |
| ATP Challenger Tour (2–2) |
| ITF Futures Tour (9–2)    |

| Titles by surface   |
| ------------------- |
| Dura (2–2)          |
| Tierra batida (9–2) |
| Hierba (0–0)        |
| Carpet (0–0)        |

| Resultado | G–P  | Torneo                         | Categoría         | Surperficie   | Oponente            | Resultado          |
| --------- | ---- | ------------------------------ | ----------------- | ------------- | ------------------- | ------------------ |
| Ganó      | 1–0  | Bosnia y Herzegovina F1, Doboj | Futures           | Tierra batida | Nerman Fatić        | 6–3, 6–4           |
| Perdió    | 1–1  | Suecia F3, Lund                | Futures           | Tierra batida | Alexander RitscDura | 3–6, 3–6           |
| Ganó      | 2–1  | Países Bajos F5, Róterdam      | Futures           | Tierra batida | Nik Razboršek       | 6–4, 7–6(7–3)      |
| Ganó      | 3–1  | Túnez F44, Monastir            | Futures           | Dura          | Aziz Dougaz         | 7–5, 6–4           |
| Perdió    | 3–2  | M15 Quinta Do Lago, Portugal   | World Tennis Tour | Dura          | Evan Hoyt           | 4–6, 3–6           |
| Ganó      | 4–2  | M25 Pardubice, República Checa | World Tennis Tour | Tierra batida | Lukas Klein         | 6–4, 5–7, 7–6(8–6) |
| Ganó      | 5–2  | M15 Praga, República Checa     | World Tennis Tour | Dura (i)      | Michael Vrbensky    | 7–6(7–3), 6–3      |
| Ganó      | 6–2  | M15 Cairo II, Egipto           | World Tennis Tour | Tierra batida | Laurynas Grigelis   | 6–3, 6–2           |
| Ganó      | 7–2  | M25 Vogau, Austria             | World Tennis Tour | Tierra batida | Dimitar Kuzmanov    | 6–3, 6–3           |
| Ganó      | 8–2  | M25 Angers, Francia            | World Tennis Tour | Tierra batida | Lucas Catarina      | 7–5, 6–4           |
| Ganó      | 9–2  | M25 Praga, República Checa     | World Tennis Tour | Tierra batida | Jack Draper         | 6–4, 6–3           |
| Perdió    | 9–3  | Aix-en-Provence, Francia       | Challenger        | Tierra batida | Carlos Taberner     | 2–6, 2–6           |
| Ganó      | 10–3 | Roseto degli Abruzzi, Italia   | Challenger        | Tierra batida | Tseng Chun-hsin     | 6–1, 6–2           |
| Ganó      | 11–3 | Troyes, Francia                | Challenger        | Tierra batida | Calvin Hemery       | 6–3, 6–3           |
| Perdió    | 11–4 | Nonthaburi, Tailandia          | Challenger        | Dura          | Valentin Vacherot   | 5–7, 6–7(4)        |

### Dobles: 26 (20 títulos, 6 finalista)
| Leyenda (dobles)           |
| -------------------------- |
| ATP Challenger Tour (13–4) |
| ITF Futures Tour (7–2)     |

| Títulos por superficie |
| ---------------------- |
| Dura (4–1)             |
| Tierra batida (15–5)   |
| Césped (0–0)           |
| Artificial (0–0)       |

| Resultado | G–P  | Torneo                         | Categría          | Superficie    | Pareja             | Oponentes en la final                       | Resultado              |
| --------- | ---- | ------------------------------ | ----------------- | ------------- | ------------------ | ------------------------------------------- | ---------------------- |
| Ganó      | 1–0  | Túnez F40, Hammamet            | Futures           | Tierra batida | Clément Tabur      | Samuel Bensoussan François-Arthur Vibert    | 6–7(6–8), 6–2, [13–11] |
| Perdió    | 1–1  | Bosnia y Herzegovina F1, Doboj | Futures           | Tierra batida | Luka Pavlovic      | Christian Hirschmüller Dane Propoggia       | 5–7, 5–7               |
| Ganó      | 2–1  | Alemania F9, Wetzlar           | Futures           | Tierra batida | François Musitelli | Marco Neubau Kai Wehnelt                    | 6–1, 6–3               |
| Ganó      | 3–1  | M25 Tucson, Estados Unidos     | World Tennis Tour | Dura          | Aziz Dougaz        | Lloyd Glasspool Evan Hoyt                   | 6–4, 5–7, [10–3]       |
| Perdió    | 3–2  | Savannah, Estados Unidos       | Challenger        | Tierra batida | Arthur Rinderknech | Roberto Maytín Fernando Romboli             | 7–6(7–5), 4–6, [9–11]  |
| Ganó      | 4–2  | M15 Tabarka, Túnez             | World Tennis Tour | Tierra batida | Mariano Kestelboim | Anis Ghorbel Aziz Dougaz                    | 6–4, 6–1               |
| Perdió    | 4–3  | M25 Pardubice, República Checa | World Tennis Tour | Tierra batida | Aziz Dougaz        | Vít Kopřiva Jaroslav Pospíšil               | 4–6, 2–6               |
| Ganó      | 5–3  | M15 Cairo II, Egipto           | World Tennis Tour | Tierra batida | Laurynas Grigelis  | Facundo Juárez Octavio Volpi                | 7–6(9–7), 6–3          |
| Ganó      | 6–3  | Drummondville, Canadá          | Challenger        | Dura          | Arthur Rinderknech | Roberto Cid Subervi Goncalo Oliveira        | 7–6(7–4), 7–6(7–3)     |
| Ganó      | 7–3  | M25 Vogau, Austria             | World Tennis Tour | Tierra batida | Johannes Härteis   | Gijs Brouwer Jelle Sels                     | 6–4, 4–6, 11–9         |
| Ganó      | 8–3  | Las Palmas, España             | Challenger        | Tierra batida | Enzo Couacaud      | Javier Barranco Cosano Eduard Esteve Lobato | 6-1, 6-4               |
| Ganó      | 9–3  | M25 Angers, Francia            | World Tennis Tour | Tierra batida | Corentin Denolly   | Arthur Cazaux Titouan Droguet               | Walkover               |
| Ganó      | 10–3 | Amersfoort, Países Bajos       | Challenger        | Tierra batida | Luca Castelnuovo   | Sergio Galdós Gonçalo Oliveira              | 0–6, 6–4, [11–9]       |
| Perdió    | 10–4 | Saint-Tropez, Francia          | Challenger        | Dura          | Romain Arneodo     | Antonio Šančić Artem Sitak                  | 6–7(5–7), 4–6          |
| Ganó      | 11–4 | Traralgon, Australia           | Challenger        | Dura          | Zdeněk Kolář       | Marc-Andrea Hüsler Dominic Stricker         | 6-3, 6-4               |
| Ganó      | 12–4 | Roseto degli Abruzzi, Italia   | Challenger        | Tierra batida | Franco Agamenone   | Ivan Sabanov Matej Sabanov                  | 7–6(7–2), 7–6(7–3)     |
| Perdió    | 12–5 | Zadar, Croacia                 | Challenger        | Tierra batida | Franco Agamenone   | Zdeněk Kolář Andrea Vavassori               | 6-3, 6-7(7-9), [6-10]  |
| Ganó      | 13–5 | Zadar, Croacia                 | Challenger        | Tierra batida | Nino Serdarušić    | Ivan Sabanov Matej Sabanov                  | 6-4, 6-0               |
| Perdió    | 13–6 | Troisdorf, Alemania            | Challenger        | Tierra batida | Grégoire Jacq      | Íñigo Cervantes Oriol Roca Batalla          | 2-6, 6-7(1-7)          |
| Ganó      | 14–6 | Lyon, Francia                  | Challenger        | Tierra batida | Grégoire Jacq      | Constantin Frantzen Hendrik Jebens          | 6-4, 2-6, [10-7]       |
| Ganó      | 15–6 | Troyes, Francia                | Challenger        | Tierra batida | Grégoire Jacq      | Álvaro López San Martín Daniel Rincón       | w/o                    |
| Ganó      | 16–6 | Amersfoort, Países Bajos       | Challenger        | Tierra batida | Grégoire Jacq      | Mats Hermans Sander Jong                    | 6-4, 6-4               |
| Ganó      | 17–6 | Meerbusch, Alemania            | Challenger        | Tierra batida | Grégoire Jacq      | Fernando Romboli Marcelo Zormann            | 7-5, 7-6(7-3)          |
| Ganó      | 18–6 | Nonthaburi II, Tailandia       | Challenger        | Dura          | Grégoire Jacq      | Francis Alcantara Sun Fajing                | 6-4, 7-6(7-5)          |
| Ganó      | 19–6 | Zadar, Croacia                 | Challenger        | Tierra batida | Grégoire Jacq      | Roman Jebavý Zdeněk Kolář                   | 6-4, 6-4               |
| Ganó      | 20–6 | Lyon, Francia                  | Challenger        | Tierra batida | Grégoire Jacq      | Markos Kalovelonis Vladyslav Orlov          | 4-6, 6-3, [10-6]       |